# 기욤 질
기욤 알랭 질(프랑스어: Guillaume Alain Gille, 1976년 7월 12일~)은 프랑스의 핸드볼 선수, 지도자로 현역 시절 포지션은 센터 포워드이다. LNH 디비시옹1의 샹베리 사부아 HB에서 대부분의 선수 생활을 보냈다. 프랑스 대표팀 선수로서 올림픽, 세계 선수권 대회, 유럽 선수권 대회에서 2번씩 우승을 차지했다.
2020년부터 프랑스 국가대표팀 감독을 맡고 있으며, 동생인 베르트랑과 뱅자맹도 핸드볼 선수로 활약했다.